# Iranattus rectangularis
Iranattus rectangularis is een spinnensoort uit de familie springspinnen (Salticidae). De soort komt voor in Iran.